# Vincenzo De Luca

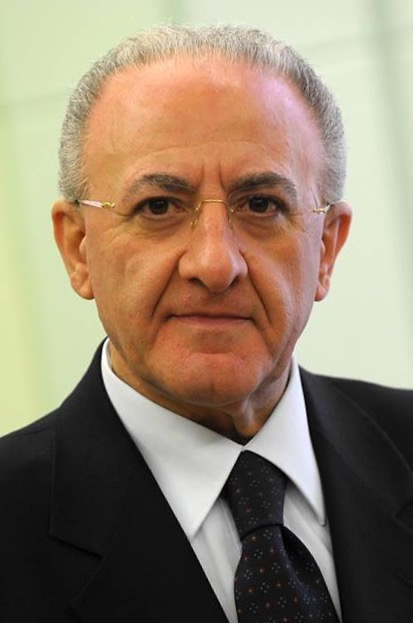
Vincenzo De Luca (2016)

Vincenzo De Luca (* 8. Mai 1949 in Ruvo del Monte) ist ein italienischer Politiker und seit 2015 Präsident der Region Kampanien.

## Werdegang
De Luca wuchs in Salerno auf. Nach dem Abitur studiert er an der Universität Salerno Geschichte und Philosophie und arbeitet nach Abschluss des Studiums als Gymnasiallehrer für Philosophie.
Bereits als Jugendlicher wurde De Luca Mitglied der Kommunistischen Partei Italiens (PCI). Später wurde er Parteifunktionär der Demokratischen Partei der Linken (PDS) und der Linksdemokraten (DS). Von 1993 bis 2001 und erneut von 2006 bis 2015 amtierte De Luca als Bürgermeister von Salerno. Bei den Wahlen 2006 und 2011 erreichte er 75 % der Stimmen. In der XIV. und XV. Legislaturperiode von 2001 bis 2008 war er auch Abgeordneter in der Camera dei deputati. 2013–2014 war er Staatssekretär im Ministero delle infrastrutture e dei trasporti im Kabinett von Enrico Letta. Seit 2015 ist er als Nachfolger von Stefano Caldoro im Amt des Präsidenten der Region Kampanien.
De Luca trägt in seiner Heimat den Beinamen  'o Sceriffo, der «Sheriff», wegen seines an Law & Order orientierten Führungsstiles.

## Ehrungen
Seit 2012 ist Vincenzo De Luca Ritter des Konstantinordens.